# Курутія білоголова
Куру́тія білоголова (Cranioleuca albiceps) — вид горобцеподібних птахів родини горнерових (Furnariidae). Мешкає в Перу і Болівії.

## Підвиди
Виділяють два підвиди:
- C. a. albiceps (d'Orbigny & Lafresnaye, 1837) — Анди на крайньому півдні Перу (південь Пуно) і заході Болівії (Ла-Пас, західна Кочабамба);
- C. a. discolor Zimmer, JT, 1935 — Анди в Центральній Болівії (Кочабамба, західний Санта-Крус).

## Поширення і екологія
Білоголові курутії мешкають в Андах на території Перу і Болівії. Вони живуть в підліску і нижньому ярусі вологих гірських тропічних лісів та на узліссях. Зустрічаються на висоті від 2200 до 3400 м над рівнем моря.